# جيمس ماديسون الأب
الكولونيل جيمس ماديسون الأب (بالإنجليزية: James Madison, Sr.)‏ (27 مارس 1723 - 27 فبراير 1801) كان مزارع و سياسي و جندي في فيرجينيا ووالد الرئيس الأمريكي جيمس ماديسون. كان ماديسون ابن أمبروز ماديسون و فرانسيس تايلور.